# ملعب سيرو ديل إسبينو
ملعب سيرو ديل إسبينو هو ملعب متعدد الاستخدامات يقع في ماخاداهوندا، منطقة مدريد، إسبانيا. هو الملعب الرئيسي لأندية أتلتيكو مدريد ب، أتلتيكو مدريد للسيدات، ورايو ماخاداهوندا.